# Sumówko (gmina Osiek)
Sumówko – wieś w Polsce położona w województwie kujawsko-pomorskim, w powiecie brodnickim, w gminie Osiek.

## Podział administracyjny
W latach 1975–1998 miejscowość należała administracyjnie do województwa toruńskiego.

## Demografia
Według Narodowego Spisu Powszechnego (III 2011 r.) liczyło 129 mieszkańców. Jest trzynastą co do wielkości miejscowością gminy Osiek.